# Château d'Endegeest
 (novembre 2012).
Si vous disposez d'ouvrages ou d'articles de référence ou si vous connaissez des sites web de qualité traitant du thème abordé ici, merci de compléter l'article en donnant les références utiles à sa vérifiabilité et en les liant à la section « Notes et références ».
Le château d'Endegeest se trouve en Hollande-Méridionale, sur la commune d'Oegstgeest, près de la ville de Leyde, sur la route de cette ville à Haarlem.
La plus ancienne mention d'un château à cet endroit date de 1307. René Descartes y résida du 31 mars 1641 à mai 1643. Il put se permettre cette location grâce à la succession de son père, mort le 17 octobre 1640. Les propriétaires étaient alors une famille de nobles catholiques, les van Foreest. C'est pendant cette période qu'il publia les Méditations métaphysiques (1re édition à Paris le 28 août 1641 ; 2de à Amsterdam en 1642) et travailla aux Principes de la philosophie (publiés à Amsterdam en 1644). Il y reçut plusieurs amis (notamment Claude Picot, l'abbé de Touchelaye, le poète libertin Jacques Vallée Des Barreaux, Samuel Sorbière, Henricus Regius, etc.), et des personnalités, dont Comenius. Selon une hypothèse de Charles Adam, le dialogue inachevé La Recherche de la vérité par la lumière naturelle a été écrit à Endegeest pendant l'été 1641 ; la « maison de campagne » dont il est question dans le prologue est le château, les deux visiteurs Épistémon et Poliandre sont Picot et Des Barreaux, et Eudoxe Descartes lui-même. En mai 1643, le philosophe quitta Endegeest pour s'installer à Egmond aan den Hoef.
Le bâtiment actuel est légèrement postérieur : il a été construit entre 1647 et 1651. Il a été racheté par la municipalité de Leyde en 1896, et un hôpital psychiatrique y a été installé.